# Giovanni Vincenti
Giovanni Vincenti (Verona, 1815 – Fortezza dello Spielberg, 1845) è stato un patriota italiano.

## Biografia
Attore teatrale drammatico, aderì negli anni '30 del XIX secolo al gruppo clandestino antiborbonico chiamato "I Figliuoli della Giovine Italia" di Benedetto Musolino. Ne divenne un importante emissario nel Italia settentrionale, in Svizzera e in Francia. Nel 1841 di ritorno da Marsiglia, venne arrestato a Livorno. Nel 1842, dopo un processo dinanzi al Tribunale di Milano, fu condannato a dodici anni di detenzione presso la Fortezza dello Spielberg. Morì di stenti nel 1845.